# Dryocalamus
Dryocalamus är ett släkte av ormar. Dryocalamus ingår i familjen snokar.
Släktets medlemmar är med en längd upp till 75 cm små ormar. De förekommer från Indien och Sri Lanka över det sydostasiatiska fastlandet till Filippinerna. Arterna vistas i skogar och klättrar ofta på träd. De är nattaktiva och jagar antagligen groddjur, ödlor och ryggradslösa djur. Fortplantningssättet är ökänt.
Arter enligt Catalogue of Life och The Reptile Database:
- Dryocalamus davisonii
- Dryocalamus gracilis
- Dryocalamus nympha
- Dryocalamus philippinus
- Dryocalamus subannulatus
- Dryocalamus tristrigatus